# Centre per a la Integració de la Medicina i les Tecnologies Innovadores a Catalunya
El Centre per a la Integració de la Medicina i les Tecnologies Innovadores a Catalunya (CIMTI) és un projecte creat el 2017 per accelerar les solucions del sistema sanitari que contribueixin al benestar dels ciutadans. El metge Manel Balcells n'és el director.
Va ser creat per la Fundació LEITAT, amb el suport del Departament de Salut de la Generalitat de Catalunya, des de l'Agència de Qualitat i Avaluació Sanitàries de Catalunya (AQuAS). El centre té un acord de col·laboració amb el CIMIT de Boston, que fa una tasca smilar. El maig de 2018, deu hospitals de la província de Barcelona han formalitzat la seva col·laboració amb la nova entitat.
Entre els seus primers onze projectes, que va presentar el 2018, hi havia un mètode diagnòstic més efectiu de càncer colorectal no invasiu, un sistema per centralitzar el sistema de dades de pacients a l'UCI, un nou model de sonda urinària o uns sensors per millorar la vida de les persones cegues. Tots els projectes han estat impulsats per hospitals públics i el CIMTI va prendre l'encàrrec de buscar finançament. El 2019 es va llançar una crida a projectes per millorar la gestió de l'atenció domiciliaria en què col·laboren els serveis socials i els de la salut.